# Eriolaena quinquelocularis
Eriolaena quinquelocularis är en malvaväxtart som först beskrevs av Robert Wight och Arn., och fick sitt nu gällande namn av Robert Wight. Eriolaena quinquelocularis ingår i släktet Eriolaena och familjen malvaväxter. Inga underarter finns listade i Catalogue of Life.